# Sudetendeutscher Kulturpreis
Der Sudetendeutsche Kulturpreis wurde 1955 von der Sudetendeutschen Landsmannschaft e. V. gestiftet. 1965 beschloss der Freistaat Bayern auf Vorschlag des Ministerpräsidenten, sich als Schirmherr der sudetendeutschen Volksgruppe ideell und finanziell an der Preisverleihung zu beteiligen.

## Verleihung
Mit dem Sudetendeutschen Kulturpreis sollen die schöpferischen Kräfte der Volksgruppe auf künstlerischen und wissenschaftlichen Gebieten gefördert und dadurch das kulturelle Erbe bewahrt werden. Alljährlich im Rahmen des Sudetendeutschen Tages wird der Sudetendeutsche Kulturpreis in Form von sechs Einzelpreisen verliehen:
- Der Große Sudetendeutsche Kulturpreis für ein Lebenswerk oder für ein überragendes Einzelwerk,
- der Sudetendeutscher Kulturpreis für Literatur,
- der Sudetendeutscher Kulturpreis für Musik,
- der Sudetendeutscher Kulturpreis für bildende Kunst und Architektur,
- der Sudetendeutscher Kulturpreis für darstellende und ausübende Kunst sowie
- der Sudetendeutscher Kulturpreis für Wissenschaft

für Leistungen auf den genannten Gebieten. Die Preise beinhalten eine Urkunde und ein Preisgeld.
Die Sudetendeutsche Stiftung verleiht gleichzeitig mit dem Kulturpreis den Sudetendeutschen Volkstumspflegepreis. Dieser wird an Personen, Kulturgruppen oder Gemeinschaften vergeben, die auf dem Gebiet der Volkstumspflege hervorragend und beispielgebend wirkten. Der Preis wird als ein Diplom, verbunden mit einem Preisgeld, verliehen.
Zusätzlich verleiht die Sudetendeutsche Stiftung jährlich seit 1985 zur Nachwuchsförderung an Personen mit sudetendeutschem Hintergrund, die nicht älter als 35 Jahre sind und aufgrund ihrer bisherigen Erfolge künftig außergewöhnliche Leistungen erhoffen lassen, je einen
- Förderpreis für Schrifttum und Publizistik,
- Förderpreis für Musik,
- Förderpreis für bildende Kunst und Architektur,
- Förderpreis für darstellende und ausübende Kunst,
- Förderpreis für Wissenschaft sowie einen
- Förderpreis für Volkstumspflege.

Die Preise beinhalten eine Urkunde und ein Preisgeld und werden mit Ablauf jedes Jahres verliehen.

## Träger des Sudetendeutschen Kulturpreises

### Großer Sudetendeutscher Kulturpreis
- 1955 Alfred Kubin
- 1956 Walther Hensel
- 1957 Gertrude Pitzinger
- 1958 Erwin Guido Kolbenheyer
- 1959 Egon Kornauth
- 1960 Harald Kreutzberg
- 1961 Herbert Cysarz
- 1962 Bamberger Symphoniker
- 1963 Bruno Brehm
- 1964 Koeckert-Quartett
- 1965 Adolf Kindermann
- 1966 Emil Merker
- 1967 Eugen Lemberg
- 1968 Josef Mühlberger
- 1969 Gustav Fochler-Hauke
- 1970 Karl Bosl
- 1971 Ferdinand Staeger
- 1972 Gertrud Fussenegger
- 1973 Heribert Losert
- 1974 Karl Anton Rohan
- 1975 Gustav Stratil-Sauer
- 1976 Viktor Aschenbrenner
- 1977 Wolfgang Deutsch
- 1978 Bruno Schier
- 1979 Otfried Preußler
- 1980 Oskar Kreibich
- 1981 Otto Kimminich
- 1982 Karl Michael Komma
- 1983 Ilse Tielsch
- 1984 Herwig Schopper
- 1985 Ernst Schremmer
- 1986 Kurt Hübner
- 1987 Erich Wünsch
- 1988 Roland Dörfler
- 1989 Claus Josef Riedel
- 1990 Otto Herbert Hajek
- 1991 Heinrich Pleticha
- 1992 Erich Hubala
- 1993 Gustav Peichl
- 1994 Herbert Fleissner
- 1995 Friedrich Prinz
- 1996 Widmar Hader
- 1997 Rose Marie Zartner
- 1998 Franz Peter Künzel
- 1999 Birgit Keil
- 2000 Dieter Kind
- 2001 Oskar Böse
- 2002 Harald Hauptmann
- 2003 Armin Rosin
- 2004 Peter Glotz
- 2005 Heinz Brandl
- 2006 Wolfgang Frühwald
- 2007 Walter Josef Lorenz
- 2008 Oskar Reinwarth
- 2009 Reinhard Führer
- 2010 Rudolf Grulich
- 2011 Ernst Schmutzer
- 2012 Roland Bulirsch
- 2013 Peter Kurzeck
- 2014 Ortfried Kotzian
- 2015 Rudolf Fritsch
- 2016 Helmut Hellmessen
- 2017 Hellmut Bornemann
- 2018 Joachim Lothar Gartner
- 2018 Hansjürgen Gartner
- 2019 Gottfried Konecny
- 2020 Herbert Zeman
- 2022 Winfried Böhm
- 2023 Johannes Probst
- 2024 Gertrude Krombholz
- 2025 Günter Josef Krejs

### Sudetendeutscher Kulturpreis für Wissenschaft
- 1970 Fritz Peter Habel
- 1971 Otto Kimminich
- 1973 Heribert Sturm
- 1974 Hertha Wolf-Beranek
- 1976 Helmut Preidel
- 1977 Heinrich Kuhn (Historiker)
- 1978 Ernst Nittner
- 1979 Hellmut Diwald
- 1980 Karl Adalbert Sedlmeyer
- 1981 Wilfried Fiedler
- 1982 Friedrich Prinz
- 1983 Erik Turnwald
- 1984 Monika Glettler
- 1985 Sophie A. Welisch
- 1986 Frans du Buy
- 1987 Eduard Hlawitschka
- 1988 Josef Scharbert
- 1989 Alfred Schickel
- 1990 Rudolf Grulich
- 1991 Wilfried Schlau (Historiker)
- 1992 Kurt Krolop
- 1993 Klemens Pleyer
- 1994 Adalbert Schmidt
- 1995 Rudolf M. Wlaschek
- 1996 Johannes Hampel
- 1997 Herbert Schneider
- 1998 Alfred Kirpal
- 1998 Karl Jettmar
- 1999 Helmut Slapnicka
- 2000 Hans Pichler
- 2001 Walter Künzel
- 2002 Walter Josef Lorenz
- 2003 Ferdinand Eisenberger
- 2004 Franz W. Seidler
- 2005 Roland Hetzer
- 2006 Rudolf Hilf
- 2007 Diether Krywalski
- 2008 Lothar Beckel
- 2009 Wolfgang Wiltschko
- 2010 Günter Köhler
- 2011 Peter Ernst Huber
- 2012 Udo Arnold
- 2013 Wilfried Heller
- 2014 Hans Hiebel
- 2015 Hans-Joachim Maaz
- 2016 Karlheinz Filipp
- 2017 Wolfgang Kaunzner
- 2018 Walter Ziegler
- 2019 Anton Legner

### Sudetendeutscher Kulturpreis für bildende Kunst und Architektur
- 1955 Seff Weidl für Bildhauerei
- 1955 Ekkehart Vogt für Malerei
- 1956 Hans Traxler für Graphik
- 1957 Herbert Heinisch für Malerei
- 1958 Waldemar Fritsch für Plastik
- 1958 Helmut Lang für Malerei, Wilhelm Srb-Schloßbauer für Bildhauerei
- 1959 Oskar Kreibich für Malerei, Franz Rotter (Bildhauer)
- 1960 Heribert Losert für Malerei
- 1961 Gerhard Swoboda für Malerei
- 1962 Gerhard Hintschich für Malerei, Ernst Wild (Maler) für Malerei
- 1963 Traude Teodorescu-Klein für Bildende Kunst
- 1964 Roland Dörfler für Malerei
- 1964 Albert Ferenz für Malerei, Kay Krasnitzky für Bildhauerei und Grafik,
- 1965 Ernst Birke für Malerei, Peter Kubovsky für Malerei
- 1966 Viktor Eichler für Bildhauerei
- 1967 Richard Fleissner für Malerei und Graphik, Adolf Metzner für Architektur
- 1968 Fred Hartig und Franz Neundlinger
- 1969 Gerlinde Teicher-Losert für Malerei und Hannes Weikert für Malerei
- 1970 Herbert Gebauer für Bildhauerei und Herbert Kreil für Malerei
- 1971 Erhard Theodor Astler für Malerei
- 1972 Anton Bruder und Karl Decker (Maler) für Malerei sowie Gottfried Teuber für Grafik
- 1974 Friedrich Neugebauer für Graphische und Künstlerische Gestaltung, Winfried Tonner für Malerei
- 1975 Charlotte Heister und Justin Siegert für Bildende Kunst
- 1976 Leopold Hafner für Bildende Kunst
- 1977 Claus Josef Riedel für Bildende Kunst
- 1978 Gisela Petschner für Bildende Kunst
- 1979 Kurt Lohwasser für Bildende Kunst
- 1980 Wilhelm Hager
- 1981 Helmut Hellmessen für Bildende Kunst
- 1982 Klaus Kugler für Bildende Kunst
- 1983 Gustav Peichl
- 1984 Ernest Igl für Bildende Kunst
- 1985 Simon Dittrich für Bildende Kunst
- 1986 Maximilian Hüttisch
- 1987 Walter Lederer (Maler)
- 1988 Josef Kroha
- 1989 Otto Habel
- 1990 Walter Grill
- 1991 Diether F. Domes für Bildende Kunst
- 1992 Albin Sättler
- 1993 Moritz Baumgartl
- 1994 Winnie Jakob, Walter Gaudnek
- 1995 Ernst Krebs (Glasmaler) für Bildende Kunst
- 1996 Jaroslav Tschöpa für Bildende Kunst
- 1997 Wilhelm Schestak
- 1998 Reinhard Michl
- 1999 Ursula Merker
- 2000 Peter Tomschiczek für Bildende Kunst
- 2001 Wilhelm Eger für Bildende Kunst
- 2002 Erika Maria Lankes für Bildende Kunst
- 2003 Giselbert Hoke
- 2004 Gerd Dengler
- 2005 Thomas Zach
- 2006 Vinzenz Wanitschke für Bildende Kunst
- 2007 Roland Helmer für Bildende Kunst
- 2009 Josef Kardinal für Bildende und Ausübende Kunst
- 2010 Ingrid Hartlieb
- 2011 Karl Helmut Bayer
- 2012 Petra Flath
- 2013 Christian Thanhäuser
- 2014 Hatto Zeidler
- 2015 Günter Mauermann
- 2016 Diether Kunerth
- 2017 Sebastian Weise
- 2018 Gabriele Stolz
- 2019 Brigitt Hadlich
- 2023 Heike Schwarz
- 2025 Rafael Gerlach

### Sudetendeutscher Kulturpreis für darstellende und ausübende Kunst
- 1977 Fred Liewehr
- 1982 Cornelius Cahlert
- 1985 Simon Dittrich
- 1986 Maximilian Hüttisch
- 1987 Walter Lederer
- 1988 Emmerich Smola
- 1989 Poldi Mildner
- 1991 Amadeus Webersinke
- 1992 Ewald Körner
- 1993 Anton Schindler
- 1994 Ingeborg Herkommer
- 1996 Elfrun Gabriel
- 1997 Barbara Probst-Polášek
- 1998 Irmtraud Tarr-Krüger
- 1999 Franz Mueller
- 2000 Raphael Sommer
- 2001 Alfred Lipka
- 2002 Günther Herbig
- 2003 Thomas R.F. Lippert
- 2004 Wilfried Anton
- 2005 Gerhard Siegel
- 2006 Ruth Maria Kubitschek
- 2007 Richard Hein
- 2008 Gregor Hübner
- 2009 Josef Edwin Miltschitsky
- 2011 Franziska Weisz
- 2012 Nicolas Koeckert
- 2013 Florian Panzner
- 2014 Viktoria Kaunzner
- 2015 Fritz Graas
- 2016 Luise Kinseher
- 2017 Friedrich von Thun
- 2018 Ronny Krippner
- 2019 Patrick Simper
- 2024 Eva Herrmann

### Sudetendeutscher Kulturpreis für Musik
- 1969 Otto Feix
- 1977 Bert Rudolf und Dieter Fischer
- 1982 Roland Leistner-Mayer
- 1985 Wolfgang G. Hoffmann
- 1986 Peter Brömse
- 1987 Cesar Bresgen
- 1988 Wolfgang Zoubek
- 1989 Helmut Bräunlich
- 1991 Eugen Brixel
- 1992 Theodor Hlouschek
- 1993 Herwig Saffert
- 1996 Robert Hanell
- 1997 Arnošt Parsch
- 1998 Fred Schnaubelt
- 1999 Josef Bönisch
- 2000 Herbert Preisenhammer
- 2001 Dietmar Gräf
- 2002 Christoph Wünsch
- 2003 Erhard Nowak
- 2004 Fritz Pilsl
- 2005 Klaus Gerhard Hampl
- 2006 Alexander Blechinger
- 2007 Guido Masanetz
- 2008 Markus Karas
- 2009 Jürgen Essl
- 2010 Gernot Maria Grohs
- 2012 Thomas Schubert
- 2013 Klaus Fessmann
- 2014 Tomáš Spurný
- 2015 Nikolaus Brass
- 2016 Paul Windschüttl
- 2018 Walther Prokop
- 2022 Stefan Daubner
- 2025 Josef Brustmann

### Sudetendeutscher Kulturpreis für Literatur und Publizistik
- 1967 Margarete Kubelka
- 1969 Sepp Skalitzky und Gerold Effert
- 1977 Ernst Vasovec und Johannes Wolfgang Paul
- 1982 Josef Carl Grund
- 1985 Gerhard Riedel und Josef Moder
- 1986 Erich Pawlu
- 1987 Gudrun Pausewang
- 1988 Johanna Anderka
- 1989 Rudolf Mayer-Freiwaldau
- 1991 Hanns Cibulka
- 1992 Olly Komenda-Soentgerath
- 1993 Inge Methfessel
- 1994 Ursula Haas
- 1996 Peter Kurzeck
- 1997 Isolde Heyne
- 1998 Reuven Assor
- 1999 Margot Ehrich
- 2000 Inge Maria Grimm
- 2001 Annelies Schwarz
- 2002 Helga Unger
- 2003 Josef Holub
- 2004 Sidonie Dedina
- 2005 Jörg Bernig
- 2006 Peter Becher
- 2007 Gerold Tietz
- 2008 Herbert Schmidt-Kaspar
- 2009 Doris Stößlein
- 2010 Martin Posselt
- 2011 Reinhard Jirgl
- 2012 Angelika Overath
- 2013 Bernhard Setzwein
- 2014 Teja Fiedler
- 2015 Anne Hahn
- 2016 Christoph Janacs
- 2017 Dietmar Grieser
- 2018 Richard Wall
- 2019 Wolfram Hader
- 2019 Erica Pedretti
- 2022 Edwin Bude
- 2023 Tina Stroheker
- 2024 Wolftraud de Concini

### Sudetendeutscher Kulturpreis für Volkstumspflege
- 1969 Albert L. Brosch
- 1977 Böhmerwälder Sing- und Spielschar
- 1982 Edda und Thorgerd Schuppler
- 1985 Heinz Kleinert
- 1986 Suse Böhm und Alfred Artmeier
- 1987 Walther-Hensel-Gesellschaft
- 1988 Reinhard Worschech
- 1989 Kurt Pascher
- 1991 Hermann Braun
- 1992 Walli Richter
- 1993 Josef Lidl
- 1994 Egerländer Familienmusik Hess
- 1996 Peter Ferdinand Högler
- 1997 Alois Harasko
- 1998 Nordböhmen-Heimatwerk e. V.
- 1999 Rudolf Baumgartl
- 2000 Olga Hartmetz-Sager
- 2001 Familie Rosina Reim
- 2002 Marianne und Willy Heinz
- 2003 Arbeitsgemeinschaft Sudetendeutscher Krippenfreunde
- 2004 Südmährische Sing- und Spielschar
- 2005 Schönhengster Sing- und Spielschar
- 2006 Hans Kleiner
- 2007 Iglauer Singkreis
- 2008 Alois-John-Gesellschaft
- 2009 Walfried Blaschka
- 2010 Herbert Preisenhammer
- 2011 Gerhard Ehrlich und Andrea Ehrlich
- 2012 Andrea Hege und Gunther Barwig
- 2013 Harald Höfer und Traudi Höfer
- 2014 Inge Schweigl
- 2015 Willi Lang
- 2016 Böhmerwald Sing- und Volkstanzgruppe München
- 2017 Wilfried Stolle
- 2018 Margaretha Pichl-Wolf
- 2019 Stanislav Děd
- 2022 Lorenz Loserth
- 2023 Mauke – Die Band
- 2024 Roland Hammerschmied
- 2025 Rudolf Hartauer

### Förderpreis für Wissenschaft
- 2015 Sandra Kreisslová
- 2016 Melanie Barbato
- 2018 Franziska Konrad
- 2019 Samantha Wehr
- 2020 Gregor Köstler
- 2022 Luděk Němec

### Förderpreis für bildende Kunst und Architektur
- 2015 Kilian J. Nepomuk Schönberger
- 2016 Stefan Klein
- 2018 Yvonne Most
- 2019 Carina Feneis
- 2022 Julia Bertlwieser

### Förderpreis für darstellende und ausübende Kunst
- 2015 Jamina Gerl
- 2016 Philipp Moschitz
- 2018 Alexander Bräutigam und Robin Middeke
- 2019 Stefanie Januschko und Elisabeth Januschko
- 2020 Myriam Geßendorfer
- 2021 Amelie Bertlwieser
- 2022 Lisa Maria Kebinger
- 2023 Serafina Starke und Vincent Travnicek

### Förderpreis für Musik
- 2015 Elmar Walter
- 2016 Hannah Solveig Gramß
- 2018 Philipp Oberparleiter
- 2019 Michael Essl
- 2021 Linus Köhring
- 2022 Leonard Willscher
- 2023 Julius Zeman

### Förderpreis für Literatur und Publizistik
- 2015 Sarah Rehm
- 2016 Jonathan Böhm
- 2018 Veronika Kupková
- 2019 Louisa Diederichs und Justus Haufe
- 2020 Julian Klötzl und Milos Belohlavek
- 2021 Ondrej Valchar
- 2023 Štěpán Javůrek

### Förderpreis für Volkstumspflege
- 2015 Allgäu-Schwäbische Musikanten
- 2016 Irmgard Deistler und Gerald Deistler
- 2018 Martin Rak
- 2019 Roman Klinger
- 2020 Marius Hammerschmid
- 2021 Vojtech Sulko
- 2022 Anna-Lena Hamperl und Jan Vrána
- 2023 Lenka Chobotová